# أوراي
أوراي (بالروسية: Урай) هي إحدى مدن روسيا في الكيان الفدرالي الروسي أوكروغ خانتي - مانسي الذاتية.

## أعلام
- فيكتوريا زيلينسكايتي
- ماريا باساراب